# Бібліотека античної літератури (Апріорі)
«Бібліотека античної літератури» — книжкова серія україномовних перекладів творів античної літератури, що з 2017 випускає львівське видавництво «Апріорі».
Усі книги серії випускаються з палітуркою у форматі 60×90/16 (145×215 мм).
Випуски серії не нумеруються.

## Випуски серії

### 2017
1. Луцій Анней Сенека. Моральні листи до Луцілія / Пер. з лат. і передм. А. О. Содомори. — 552 с. — 1000 прим. — ISBN 978-617-629-373-6.

### 2018
1. Пліній Молодший. Вибрані листи / Пер. з лат. і передм. А. О. Содомори. — 184 с. — 1500 прим. — ISBN 978-617-629-407-8.
2. Марк Аврелій. Розмисли. Наодинці з собою / Пер. з грец., передм. і прим. Р. Паранька. — 184 с. — ??? прим. — ISBN 978-617-629-486-3.
  - Перевидання: 2-е (???) • 3-є (2020)
3. Гесіод. Походження богів. Роботи і дні. Щит Геракла / Пер. з давньогрец., передм. і комент. А. О. Содомори. — 136 с. — 1000 прим. — ISBN 978-617-629-490-0.

### 2019
1. Боецій. Розрада від Філософії / Пер. з лат. А. О. Содомори, передм. В. В. Кондзьолки, прим. і покажч. Р. Паранька. — 2-е, випр. і доп. — 208 с. — 1000 прим. — ISBN 978-617-629-518-1.
2. Овідій. Любовні елегії. Мистецтво кохання / Пер. з лат., передм. і прим. А. О. Содомори. — 196 с. — ??? прим. — ISBN 978-617-629-571-6.
3. Овідій. Метаморфози / Пер. з лат. і передм. А. О. Содомори. — 520 с. — 3000 прим. — ISBN 978-617-629-572-3.
  - Перевидання: 2-е (2020)

### 2020
1. Клавдій Еліан. Строкаті історії / Пер. з давньогрец. і передм. Д. Ю. Коваль. — 320 с. — 3000 прим. — ISBN 978-617-629-495-5.
2. Марк Валерій Марціал. Епіграми / Пер. з лат. Н. Ващишина, А. О. Содомори та ін.; упор., передм. і прим. В. З. Зварича. — 152 с. — ??? прим. — ISBN 978-617-629-500-6.
3. Цицерон. Про закони. Про державу. Про природу богів / Пер. з лат. і прим. В. Д. Литвинова, передм. М. Д. Роговича. — 392 с. — 1000 прим. — ISBN 978-617-629-506-8.
4. Гай Саллюстій Крісп. Змова Катіліни / Пер. з лат., передм. і комент. Н. Ващишина. — 140 с. — 1000 прим. — ISBN 978-617-629-543-3.
5. Теокріт. Ідилії. Епіграми / Пер. з давньогрец. і передм. А. З. Цісика. — 184 с. — 1000 прим. — ISBN 978-617-629-548-8.
6. Овідій. Ліки від кохання / Пер. з лат. і передм. А. О. Содомори. — 92 с. — 3000 прим. — ISBN 978-617-629-564-8.
  - Перевидання: 2-е (2021)
7. Овідій. Метаморфози / Пер. з лат. і передм. А. О. Содомори. — 520 с. — ??? прим. — ISBN 978-617-629-630-0.
8. Марк Аврелій. Наодинці з собою / Пер. з грец., передм. і прим. Р. Паранька. — 3-є вид. — 184 с. — 1500 прим. — ISBN 978-617-629-632-4.
9. Алкіфрон. Теофраст. Листи гетер. Характери[fr] / Пер. з давньогрец. і передм. Д. Ю. Коваль. — 92 с. — 2000 прим. — ISBN 978-617-629-643-0.

### 2021
1. Горацій. Оди. Еподи. Сатири. Послання / Пер. з лат., передм. і комент. А. О. Содомори. — 432 с. — 1000 прим. — ISBN 978-617-629-614-0.
2. Марк Ґавій Апіцій. Про кулінарну справу римлян / Пер. з лат. і передм. М. Тимошенко. — 192 с. — 1000 прим. — ISBN 978-617-629-667-6.
3. Цицерон. Філіппіки. Катон Старший, або Про старість / Пер. з лат., передм. і прим. В. Д. Литвинова, словник імен, назв, термінів В. Д. Литвинова, В. З. Зварича. — 376 с. — 1000 прим. — ISBN 978-617-629-681-2.
4. Платон. Держава / Пер. з давньогрец. і передм. Д. Ю. Коваль. — 2-е вид., перероб. — 460 с. — 1000 прим. — ISBN 978-617-629-684-3.
5. Цицерон. Тускуланські бесіди[ru]. Про обов'язки / Пер. з лат., передм. і прим. В. Д. Литвинова, словник імен, назв, термінів В. Д. Литвинова, В. З. Зварича. — 440 с. — 1000 прим. — ISBN 978-617-629-688-2.
6. Пріапея / Пер. з лат., передм. і комент. Н. Ващишина. — 128 с. — 1000 прим. — ISBN 978-617-629-706-2.
7. Овідій. Ліки від кохання / Пер. з лат. і передм. А. О. Содомори. — 2-е вид. — 92 с. — ??? прим. — ISBN 978-617-629-733-8.
8. Гай Юлій Цезар. Нотатки про війну з галлами / Пер. з лат. В. Д. Литвинова. — 248 с. — 1000 прим. — ISBN 978-617-629-745-1.

### 2022
1. Лукіан. Правдива історія / Пер. з давньогрецької Н. Ващищина. — 136 с. — 1 000 прим. — ISBN 978-617-629-701-7.
2. Гомер. Одіссея / Пер. з давньогрецької П. І. Ніщинського. — 544 с. — 1000 прим. — ISBN 978-617-629-708-6.
3. Овідій. Героїди / Пер. з лат. Н. Ващищина та А. О. Содомори; передм. А. О. Содомори. — 144 с. — 1 000 прим. — ISBN 978-617-629-749-9.
4. Луцій Анней Сенека. Про стійкість мудреця. Діалоги / Пер. з лат. А. О. Содомори. — 208 с. — ??? прим. — ISBN 978-617-629-751-2.

### 2023
1. Овідій. Скорботні елегії. Листи з Понту[ru] / Пер. з лат., передм. А. О. Содомори. — 288 с. — 1 000 прим. — ISBN 978-617-629-779-9.
2. Светоній. Життєписи цезарів / Пер. з лат. П. А. Содомори. — 360 с. — 1000 прим. — ISBN 978-617-629-797-0.
3. Евріпід. Трагедії[1] / Пер. з давньогр. А. О. Содомори, Н. Ващишина[2]. — 608 с. — 1000 прим. — ISBN 978-617-629-672-0.

## Анонсовані видання
Наприкінці деяких книг розміщуються анонси видань серії, що готуються до друку.
Очікуються до виходу:
- Антична байка. Антологія
- Петроній Арбітр. Сатирикон
- Катулл. Поезія
- Есхіл. Трагедії (у перекладі А. О. Содомори)
- Есхіл. Трагедії (у перекладі А. О. Содомори)
- Арістофан. Комедії